# Dödskallefluga
Dödskallefluga (Myathropa florea) är en blomfluga som tillhör släktet dödskalleblomflugor. 

## Kännetecken
Dödskalleflugan är en medelstor blomfluga med en längd på oftast 12 till 13 millimeter. Den har karakteristisk dödskallelik teckning på ryggskölden och gula parfläckar på bakkroppen. Hanen har sammanstötande ögon.

## Levnadssätt
Dödskalleflugan påträffas i lövskogar, hagmarker, trädgårdar och liknande. De vuxna flugorna besöker olika blommor, gärna flockblommiga växter men även till exempel berberis, tistlar, hagtorn och älggräs. Flygtiden är från mitten av maj till mitten av september. Larverna utvecklas i vattenfyllda hål i stammar, grenklykor, stubbar och liknande på lövträd. De kan även utvecklas i andra vattensamlingar med mycket förmultnande grenar och löv. Larvutvecklingen varierar mycket, från några månader till flera år. Den övervintrar som larv.

## Utbredning
Dödskalleflugan finns i hela Sverige utom i fjällen. I Götaland och Svealand är den vanlig, längre norrut betydligt ovanligare. Den finns även i Danmark, Finland och södra Norge. Den finns i en stor del av Europa och norra Afrika och vidare österut genom Sibirien till Stilla havet och Japan.